# Dollaro di Sacagawea
Il dollaro di Sacagawea (conosciuto anche come il "golden dollar") è una moneta degli Stati Uniti d'America, dal valore di un dollaro, che è stata coniata ogni anno a partire dal 2000, anche se non venne lasciata circolare dal 2002 al 2008 e poi di nuovo dal 2012 in avanti a causa della sua scarsa popolarità tra il pubblico americano. Queste monete sono costituite da rame, ottone e manganese: ciò gli conferisce il particolare colore dorato. Il disegno sul diritto della moneta raffigura Sacagawea, icona americana, da cui prende il nome.